# Annie (2014)
Annie (bra/prt: Annie) é um filme de comédia dramática musical americano de 2014 dirigido por Will Gluck e produzido por Jay-Z e Will Smith. Estrelado por Quvenzhané Wallis no papel-título e Jamie Foxx no papel de Will Stacks, uma atualização do personagem Daddy Warbucks. É uma adaptação contemporânea do musical de mesmo nome (Annie), que por sua vez é baseado na história em quadrinhos de 1924 Little Orphan Annie de Harold Gray. Este filme é conhecido por adaptar os personagens principais para afro-americanos.
É a terceira adaptação cinematográfica seguinte da Columbia Pictures, antecedida pela versão para o cinema de 1982 e a versão para a televisão de 1999 da Disney, o filme começou a ser produzido em agosto de 2013 e foi lançado no dia 19 de dezembro de 2014.

## Sinopse
Annie Bennett, uma órfã que vive sob a crueldade da Senhorita Hannigan, é levada para fora do orfanato por Will Stacks, um político rico que está concorrendo a prefeito, depois que ele a salva de uma van que se aproxima. Releitura moderna do musical original de 1977.

## Elenco
- Jamie Foxx como William Stacks, um político rico baseado no personagem de Oliver Warbucks. Originalmente chamado Benjamin Stacks.
- Quvenzhané Wallis como Annie Bennett, uma pobre órfã que deseja encontrar seus pais.
- Rose Byrne como Grace Farrell, assistente pessoal fiel de Stacks e figura materna de Annie.
- Bobby Cannavale como Guy[4] um "conselheiro político" de William Stacks.
- Cameron Diaz como Senhorita Colleen Hannigan, a chefe maníaca por controle do orfanato onde Annie mora.
- Adewale Akinnuoye-Agbaje como Nash, "o guarda-costas e motorista difícil, mas adorável para Stacks e um bom amigo de Annie".[5]
- Tracie Thoms e Dorian Missick foram lançados como os "pais falsos" de Annie,[6] baseado nos personagens Lily St. Regis e Rooster Hannigan.
- David Zayas como Lou, o proprietário da mercearia local, que é um amigo de Annie e tem uma queda por Miss Hannigan.[7]
- Nicolette Pierini como Mia, a menor filha adotiva.
- Amanda Troya como Pepper, a filha adotiva mandona.[8]
- Eden Duncan-Smith como Isabella, uma das irmãs adotivas de Annie.
- Marti como Sandy, a cadela de Annie.

## Produção
Sony anunciou a nova versão em janeiro de 2011, com Jay-Z e Will Smith servindo como produtores, bem como Willow Smith, filha de Will, assinando para desempenhar o papel principal. Em fevereiro de 2011, co-criador de Glee Ryan Murphy  tornou-se principal candidato para dirigir o filme, mas em março, ele havia recusado.
A produção logo começou a procurar um roteirista, com a atriz Emma Thompson sendo considerada como uma concorrente. Não há desenvolvimentos sobre o filme até maio de 2012, quando Will Smith apareceu no Good Morning America e forneceu atualizações, inclusive de que o filme seria definido na moderna cidade de Nova Iorque, confirmando que Thompson estava fornecendo um roteiro e que Jay-Z também forneceria canções recém-escritas para o filme. Em julho de 2012, a roteirista de We Bought a Zoo Aline Brosh McKenna escreveu uma segunda versão do roteiro. Em agosto, foi anunciado que a produção iria começar na primavera de 2013.
Em janeiro de 2013, o diretor de Easy A Will Gluck foi contratado para dirigir, mas Willow Smith tinha saído do elenco.

### Elenco
Em fevereiro, a estrela de Beasts of the Southern Wild e nomeada pelo Oscar, Quvenzhané Wallis, tinha substituído Smith no papel principal, e que o filme havia conseguido um lançamento de Natal de 2014.
Em março, a pesquisa para o restante do elenco continuou, com Justin Timberlake rumores para o papel de Daddy Warbucks  Isto foi provado falso quando Jamie Foxx assinou contrato para o papel, agora chamado Will Stacks. Em junho, Cameron Diaz foi escalada como a malvada Miss Hannigan, depois da recusa de Sandra Bullock.
Em julho, Rose Byrne se juntou ao elenco como Grace Farrell, fiel assistente de Stacks e, em agosto, a estrela de Boardwalk Empire Bobby Cannavale entrou para o elenco como um "conselheiro político" para Will Stacks. Em setembro, o resto do elenco foi anunciado com Amanda Troya, Nicolette Pierini, Eden Duncan-Smith e Zoe Colletti como os órfãos.
A partir de 19 de setembro as filmagens começaram. A filmagem foi feita em Grumman Studios.

## Lançamento e Recepção
O filme oficialmente estreou no Teatro Ziegfeld , em Nova York no dia 7 de dezembro de 2014.

### Bilheteria
Annie estreou em 19 de dezembro de 2014, e arrecadou 52 milhões dia de exibição.No primeiro fim de semana, o filme arrecadou 15 Milhões ocupando o terceiro lugar nas bilheterias atrás de outros novos lançamentos O Hobbit: A Batalha dos Cinco Exércitos e Uma Noite no Museu 3. [39] O filme arrecadou 85,9 milhões na América do Norte e 48,7 milhões de dólares no exterior , No Brasil o filme vendeu aproximadamente 75.058 ingressos Annie arrecadou mundialmente um total de 134,6 milhões.

### Recepção da Crítica
Annie recebeu em geral críticas negativas dos críticos. No Rotten Tomatoes , o filme tem um índice de aprovação de 27%, com base em 140 avaliações, com uma classificação média de 4,5 / 10. Consenso crítico do site diz: "O novo visual Annie aponta para uma tomada progressiva em uma história bem-vestida, mas sufoca seu elenco simpático sob clichés, fofura enjoativa , e um materialismo desagradável". No Metacritic , o filme tem uma pontuação de 33 em 100, baseado em 38 críticos, indicando "revisões geralmente desfavoráveis".
Betsy Sharkey do Los Angeles Times disse: Esta sombria re-imaginação do musical da época da Depressão sobre o homem rico de coração duro e a menina que o derrete do diretor Will Gluck, é verdadeiramente deprimente. Claudia Puig do USA Today disse: Quvenzhané Wallis é adoravelmente corajosa como protagonista de Annie. Ela e Jamie Foxx como a nova versão do personagem Daddy Warbucks têm uma química atraente e suas canções em conjunto, são os melhores momentos do filme. Mas o resto de Annie é banal, superficial e marcadamente cínico. Já Matt Zoller Seitz do RogerEbert.com deu uma opinião positiva, dizendo: Annie é a luz em seus pés, bonito, e sempre com insistência, às vezes de forma provocativa tipo, determinado para derreter corações mal-humorados como marshmallows.

### Público
O filme arrecadou um total de US$ 85,911,262 na América do Norte e US$ 47,910,554 em outros territórios,, totalizando US$ 133,821,812 mundialmente.

### Home media
Annie foi lançado em DVD e Blu-ray / DVD combo pack em 17 de março de 2015.

## Trilha Sonora
A Trilha Sonora foi lançada pelas gravadoras Roc Nation , Overbrook Entertainment ,Madison Gate Records e RCA Records em 17 de Novembro de 2014. O
produtor executivo da trilha sonora foi Greg Kurstin , que também colaborou com Sia Furler para criar novos arranjos para três canções da produção original da Broadway de Annie : "I Think I'm Gonna Like It Here", " You're Never Fully Dressed Without a Smile " e "Little Girls". Além disso, Furler e Kurstin escreveu três novas canções para a trilha sonora, incluindo"Opportunity", "Who Am I" and "Moonquake Lake" com Beck.
Canções da produção original da Broadway, escrito pelo compositor Charles Strouse e letrista Martin Charnin. O filme também apresenta novas canções de Strouse e Charnin adicionalmente composto para a trilha sonora original do filme.

### Singles
"You're Never Fully Dressed Without A Smile" composta por Sia foi lançado como o primeiro single em 22 de outubro de 2014.
"Opportunity" composta por Sia foi lançado como o segundo single em 19 de janeiro de 2015.

### Faixas
| Standard edition |                                                                     |                                                                                              |         |  |
| N.º              | Título                                                              | Artista                                                                                      | Duração |  |
| 1.               | "Overture"                                                          | Elenco                                                                                       | 1:37    |  |
| 2.               | "Maybe"                                                             | Quvenzhané Wallis, Zoe Margaret Colletti, Nicolette Pierini, Eden Duncan-Smith, Amanda Troya | 2:49    |  |
| 3.               | "It's the Hard Knock Life"                                          | Quvenzhané Wallis, Zoe Margaret Colletti, Nicolette Pierini, Eden Duncan-Smith, Amanda Troya | 2:10    |  |
| 4.               | "Tomorrow"                                                          | Quvenzhané Wallis                                                                            | 2:33    |  |
| 5.               | "I Think I'm Gonna Like It Here" (2014 versão do filme)             | Quvenzhané Wallis, Rose Byrne                                                                | 3:31    |  |
| 6.               | "You're Never Fully Dressed Without a Smile" (2014 versão do filme) | Sia                                                                                          | 3:10    |  |
| 7.               | "Moonquake Lake"                                                    | Sia, Beck                                                                                    | 2:53    |  |
| 8.               | "Little Girls" (2014 versão do filme)                               | Cameron Diaz                                                                                 | 2:17    |  |
| 9.               | "The City's Yours"                                                  | Jamie Foxx, Quvenzhané Wallis                                                                | 3:12    |  |
| 10.              | "Opportunity"                                                       | Quvenzhané Wallis                                                                            | 3:06    |  |
| 11.              | "Easy Street" (2014 versão do filme)                                | Bobby Cannavale, Cameron Diaz                                                                | 2:16    |  |
| 12.              | "Who Am I?"                                                         | Cameron Diaz, Jamie Foxx, Quvenzhané Wallis                                                  | 3:20    |  |
| 13.              | "I Don't Need Anything But You" (2014 versão do filme)              | Jamie Foxx, Quvenzhané Wallis, Rose Byrne                                                    | 2:25    |  |
| 14.              | "Tomorrow"                                                          | Cast                                                                                         | 1:31    |  |
| 15.              | "Opportunity" (Sia versão)                                          | Sia                                                                                          | 3:14    |  |

### Edição de luxo
| N.º | Título                  | Artista          | Duração |  |
| 16. | "Something Was Missing" | Jamie Foxx       |         |  |
| 17. | "Cut to the Chase"      | Charles Strouse. |         |  |

### Posições na parada de Pico
| Grafico (2015)                 | Posição | Posição |
| ------------------------------ | ------- | ------- |
| Australian Albums (ARIA)       | 52      | 52      |
| Estados Unidos (Billboard 200) | 12      |         |

## Prêmios e Indicações
| Premio                                     | Data                    | Categoria                                              | Beneficiário                         | Resultado |
| ------------------------------------------ | ----------------------- | ------------------------------------------------------ | ------------------------------------ | --------- |
| Globo de Ouro                              | 11 Janeiro de 2015      | Melhor Atriz em um Motion Picture - Comédia ou Musical | Quvenzhané Wallis                    | Indicado  |
| Globo de Ouro                              | 11 Janeiro de 2015      | Melhor Canção Original                                 | Greg Kurstin, Sia Furler, Will Gluck | Indicado  |
| NAACP Image Award                          | 6 de fevereiro de 2015  | Melhor Atriz em um Filme                               | Quvenzhané Wallis                    | Indicado  |
| Broadcast Film Critics' Association Awards | 15 de janeiro de 2015   | Melhor Ator / Atriz Jovem                              | Quvenzhané Wallis                    | Indicado  |
| Framboesa de Ouro                          | 21 de fevereiro de 2015 | Pior Prequel, Remake, Rip-off ou sequela               | Annie                                | Venceu    |
| Framboesa de Ouro                          | 21 de fevereiro de 2015 | Pior Atriz Coadjuvante                                 | Cameron Diaz                         | Indicado  |
| Kids' Choice Award                         | 28 de março de 2015     | Atriz Filme favorito                                   | Cameron Diaz                         | Indicado  |
| Kids' Choice Award                         | 28 de março de 2015     | Vilão favorito                                         | Cameron Diaz                         | Indicado  |